# Rhinoglena tokioensis
Rhinoglena tokioensis is een raderdiertjessoort uit de familie Epiphanidae. De wetenschappelijke naam van deze soort is voor het eerst geldig gepubliceerd in 1975 door Sudzuki.